# Storia dell'Uganda

Bandiera del governatore del protettorato d'Uganda (1914-1962)

La storia dell'Uganda comprende la storia dell'attuale stato dell'Uganda e dei regni che lo hanno preceduto.
I regni dei Bantu e dei Bahima, a causa della mancanza di documentazione scritta, si considerano spesso appartenenti alla preistoria, la tramandazione scritta della storia inizia infatti intorno al XIX secolo, epoca a cui risalgono i regni di Buganda e Bunyoro.
Nel 1896 l'Uganda diviene un protettorato britannico e lo rimane fino al 1962, anno dell'indipendenza. I decenni successivi sono caratterizzati dalle dittature di Milton Obote (dal 1962 al 1971 e dal 1980 al 1985) e di Idi Amin (dal 1971 al 1979) e in seguito dalla, più moderata, presidenza di Yoweri Museveni (dal 1986).

## Storia precoloniale

### Preistoria
Numerosi ritrovamenti fossili nelle diverse regioni della East African Rift System fanno presumere che processi essenziali dell'evoluzione umana abbiano avuto luogo in queste regioni. Gli antropologi si riferiscono spesso all'area comprendente l'Uganda e i paesi confinanti definendola "culla dell'umanità".
Nel remoto passato l'Uganda era coperta da fitte foreste equatoriali abitate da tribù pigmee di cacciatori e raccoglitori che circa 2000 anni a.C. furono scacciate dall'arrivo dapprima di popolazioni di allevatori di lingua cuscitica provenienti da nord e in seguito da popolazioni di agricoltori Bantu. Intorno all'anno 100 vi fu una nuova immigrazione di popolazioni di allevatori nell'ovest dell'Uganda.
Si svilupparono delle società nelle quali l'elemento principale era la tribù. Dopo il IX secolo vi fu un processo di integrazione fra le popolazioni di coltivatori Bantu e quelle di allevatori Bahima.

### L'epoca dei regni
A partire dal X/XI secolo la dinastia Batembuzi costituì il regno di Kitara con capoluogo a Bigo Bya Mugenyi. Ai Batembuzi seguirono i Bachwezi giunti nel XIV secolo e ai quali si deve l'introduzione nella regione di alcune novità, la coltura del caffè, la lavorazione del ferro e la diffusione dei bovini della specie Ankole. Il regno di Kitara conobbe il suo massimo splendore tra il XIV e il XV secolo; in seguito declinò gradualmente fino a lasciare spazio al regno di Bunyoro, chiamato talvolta anche Bunyoro-Kitara.
Fondato nel XV secolo nella parte occidentale dell'Uganda (nell'area del Lago Alberto) da popolazioni di allevatori nilotiche, il regno di Bunyoro divenne il primo dei cinque grandi regni dell'Uganda. Il sovrano, che non aveva una residenza fissa, era detto Omukama. L'amministrazione del territorio avveniva tramite i capitribù. 
A partire dal XVII secolo crebbe progressivamente l'influenza del vicino regno di Buganda. Nel XVIII secolo questo prese il sopravvento sul regno di Bunyoro e divenne il principale regno della regione.
I sovrani di Buganda, chiamati Kabaka, rafforzarono il loro regno tramite saccheggi e con la vendita dell'avorio ai commercianti arabi insediatisi sulle coste dell'attuale Kenya. Di minore influenza erano i regni di Ankole nella parte sud-occidentale del paese, di Busoga a sud-est e quello di Toro situato tra Ankole e Bunyoro, di cui era inizialmente una provincia e da cui si rese indipendente nel 1822.
Nel meno fertile settentrione del paese, in cui si erano insediate popolazioni nilotiche, la struttura sociale era composta da molteplici tribù spesso nomadi, senza organizzazioni più complesse che le raggruppassero. Nel regno di Buganda la proprietà terriera era accentrata nelle mani del sovrano (Kabaka); alla guida delle singole Saza (distretti) erano posti dei capitribù responsabili del mantenimento dell'ordine, delle riscossioni fiscali, dell'amministrazione della giustizia e della suddivisione dei terreni ai contadini. I capi facevano parte dell'aristocrazia (Bakungu) e potevano delegare alcuni compiti a membri dell'aristocrazia minore (Batongole).
I ruoli non erano ereditari e venivano riassegnati dal Kabaka, assistito dal Lukiko, un consiglio composto da aristocratici che, pur non avendo potere decisionale, rivestiva un importante ruolo consultivo. Il Kabaka era anche il comandante dell'esercito e della flotta, composta da diverse centinaia di imbarcazioni da guerra.

## Epoca coloniale

### L'arrivo degli europei
Intorno al 1840 si intensificarono i traffici commerciali con gli arabi che erano alla costante ricerca di avorio e di schiavi. Anche i regni minori come quello di Kitara (che aveva riconquistato l'autonomia dal Bunyoro) e quello di Karagwe nell'est del paese avevano relazioni commerciali con gli arabi. In alcune regioni, a quest'epoca, si era diffuso l'islam.
All'epoca del Kabaka Mutesa I, al potere dal 1856, l'Uganda raggiunse il massimo splendore. In quel periodo si ebbero i primi contatti con esploratori europei: nel 1862 il kabaka incontrò John Hanning Speke e James Augustus Grant, entrambi alla ricerca delle sorgenti del Nilo; nel 1875 arrivò Henry Morton Stanley. Tra il 1860 e il 1870 iniziò l'espansione dei Chedivè d'Egitto che, guidati da Isma'il Pasha ed Emin Pasha, tentarono di raggiungere il nord dell'Uganda e inviarono nel paese Samuel White Baker, governatore della provincia equatoriale. Baker tentò di annettere il regno di Bunyoro ma fu sconfitto dall'Omukama Kabalega e costretto al ritiro. Da quel momento i rapporti fra Inghilterra e Bunyoro rimasero improntati su una reciproca diffidenza.

### Cristianesimo e islam
Nel 1877 giunsero nel Buganda i primi missionari anglicani (Church Missionary Society), seguiti a distanza di due anni da quelli cattolici (Padri bianchi). I missionari arrivarono in seguito ad una lettera di Stanley pubblicata sul Daily Telegraph nel 1875. 
Stanley era giunto nell'area in un momento in cui il Kabaka Mutesa I stava cercando mezzi per affrontare la progressiva penetrazione dell'Islam proveniente da nord e da est. Nei decenni precedenti era infatti aumentata la diffusione dell'Islam introdotto dagli arabi durante il regno del Kabaka Ssuna II (1836-1856). Mutesa I, nonostante fosse in buoni rapporti con gli arabi e osservasse alcuni riti islamici, non era completamente convertito. Il sovrano fu impressionato dalle risposte offerte da Stanley alle sue domande in materia religiosa e contava sull'aiuto degli europei per contrastare l'antica rivalità con il regno di Bunyoro. Stanley approfittò quindi dell'arrivo di Ernest Linant de Bellefonds, inviato dal generale Gordon, governatore generale del Sudan orientale, per verificare se l'Uganda fosse un territorio appetibile per un'annessione. Stanley consegnò a Bellefonds la sua lettera per il Daily Telegraph. Sfortunatamente Bellefonds venne ucciso nei pressi di Gondokoro durante il suo viaggio di ritorno verso Karthoum; i suoi resti furono ritrovati solo tempo dopo e la lettera giunse infine a destinazione con notevole ritardo. 
L'arrivo dei missionari protestanti (giugno 1877) e successivamente di quelli cattolici (febbraio 1879) creò un certo disorientamento nella popolazione del Buganda. La competizione fra le due fazioni di missionari rifletteva di fatto la rivalità fra Francia e Inghilterra, entrambe volte ad ampliare la loro influenza in Africa. Il sospettoso Mutesa I inizialmente confinò i missionari nella capitale e a corte, dove iniziarono la loro opera di conversione e contestualmente iniziarono i contrasti ai quali Mutesa I assisteva attendendo invano che, oltre al verbo, venissero distribuite le tanto attese armi e munizioni.
Di questa situazione si avantaggiarono gli arabi che proseguirono l'opera di propagazione dell'Islam screditando, agli occhi di Mutesa I, le fazioni cristiane. I leader religiosi locali acquistarono potere e il sovrano perse la fiducia nell'opera dei missionari. Alla sua morte (1884) salì al trono Mwanga II. Nello stesso periodo (1884/1885) a Berlino, la Conferenza sul Congo, riconobbe le rivendicazioni britanniche sull'Uganda.

### Protettorato britannico
In Uganda la crescente messa in discussione del potere del Kabaka, sia da parte dei leader locali sia da parte delle rivendicazioni di maggiore "democraticità" e minore autoritarismo portarono il nuovo sovrano a prendere alcune misure drastiche: imprigionamento e assassinio di un vescovo (James Hannington) e svariate esecuzioni di missionari e di convertiti. Nel 1888 Mwanga II fu deposto con l'aiuto congiunto di cristiani e musulmani, questi ultimi, pochi mesi dopo, scacciarono i cristiani da Kampala. Il sovrano in carica, Kiweewa, al rifiuto di farsi circoncidere venne deposto e al suo posto salì al trono il fratello Kalema. I cattolici ripiegarono a sud, nell'attuale città di Masaka mentre i protestanti si arroccarono a nord.
Vi furono alcuni vani tentativi di rovesciare il regime islamico, i cattolici furono raggiunti dal deposto Mwanga, un nuovo (ottobre 1889) tentativo congiunto cattolico-protestante di reinstarurare il sovrano riportò sul trono Mwanga II ma i musulmani, sfruttando la rivalità fra i regni, si allearono con il Bunyoro e un mese dopo rovesciarono nuovamente Mwanga II, reinsediarono Kalema e costrinsero i cristiani e Mwanga II all'esilio sull'isola di Bulingugwe nel lago Vittoria.
Nello stesso periodo si trovava nella regione Carl Peters, inviato dell'Impero tedesco che ebbe dei colloqui e delle negoziazioni con Mwanga II, non riuscì tuttavia a raggiungere la firma di un trattato (e al suo inviato), d'altronde il 1º luglio 1890 il trattato di Helgoland-Zanzibar sancì un'ulteriore spartizione dei territori della regione, da una parte venne creata l'Africa Orientale Tedesca (attuali Tanzania, Ruanda e Burundi) dall'altra Uganda e Kenya furono assegnati in modo definitivo alla sfera d'influenza britannica.
Nel 1890, dopo aver firmato un trattato con Frederick Lugard in cui accettava la protezione della Imperial British East Africa Company (IBEAC), Mwanga II tornò sul trono, non più come sovrano potente e incontrastato ma ormai in balìa delle rivalità religiose ma soprattutto politiche degli stranieri presenti nel paese. Nel regno si crearono due fazioni: i Wafaransa (i convertiti al cattolicesimo) e i Wangereza (convertiti al protestantesimo), gli indigeni non si resero conto di essere strumenti in mano alle lotte imperialiste fra le potenze coloniali. Nel 1892 scoppiò un nuovo conflitto fra i francesi (cattolici) e i sostenitori degli inglesi. I francesi furono battuti per via dell'intervento armato di Lugard.
Nel 1893 giunse in Uganda l'inviato britannico Sir Gerald Portal che stabilì la sua sede a Entebbe (che divenne poi capitale del paese) e nel 1894 dichiarò il Buganda protettorato britannico firmando con il sovrano Mwanga II un nuovo trattato che trasferiva di fatto l'amministrazione del paese all'Inghilterra. Tramite questo nuovo trattato Mwanga II si impegnava a offrire a Portal supporto militare per la progettata sottomissione dei regni di Toro, Ankole, Busoga e Bunyoro. I britannici sconfissero il Bunyoro e il Toro e occuparono i territori degli Acholi nel settentrione del paese, Busoga e Ankole firmarono invece dei trattati che riconoscevano la sovranità britannica sui loro regni.
Del 1896 è la proclamazione del protettorato britannico sull'intero paese (fatta da Henry Edward Colville). Nel 1897 Mwanga II abbandonò il trono, si alleò con Kabalega, sovrano del Bunyoro e insieme guidarono una rivolta contro i britannici, furono battuti nell'aprile del 1900 e inviati entrambi in esilio sulle Seychelles. Nel frattempo Lugard insediò sul trono del Buganda il figlio di Mwanga II, Daudi Chwa II che aveva solo un anno, la guida del paese fu affidata a tre reggenti nominati dai britannici.
Nel 1900 viene firmato il cosiddetto Buganda Agreement in cui viene stabilita l'annessione al Buganda di parte del Bunyoro e viene formalizzata la spartizione del territorio fra gli aristocratici del regno, la proprietà dei terreni del Buganda fu spartita tra il kabaka e i capitribù (per un totale di circa 3700 membri della nobiltà), nel contempo venne istituito un sistema di imposizione fiscale che nel tempo sovvertì completamente le strutture sociali esistenti fino a quel momento nella regione. Dello stesso anno è l'accordo con il regno di Toro (Toro Agreement), del 1901l'Ankole Agreement e nel 1933 si giunse anche al Bunyoro Agreement

#### Amministrazione britannica

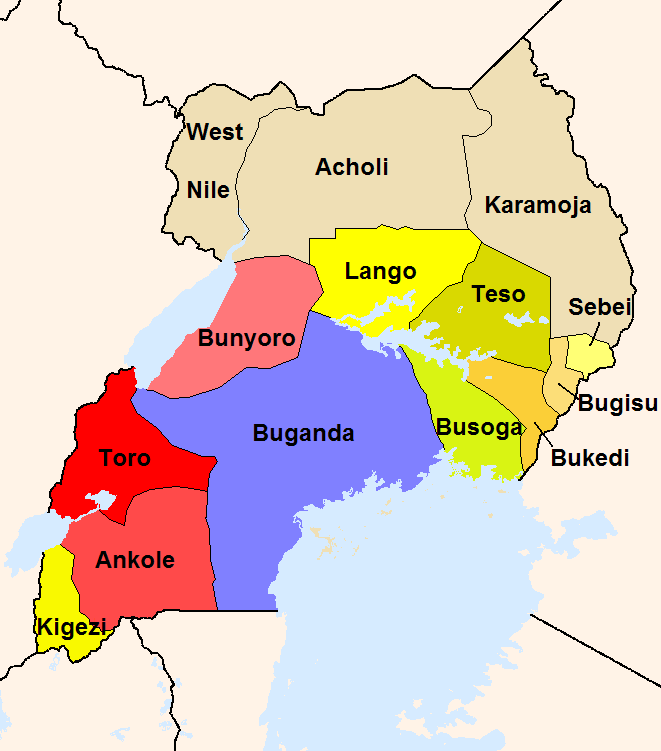
Il protettorato britannico (confini del 1926)

Nel 1902 una parte dell'Uganda orientale fu annessa al Kenya in modo da mantenere sotto il controllo di un'unica amministrazione coloniale la prima parte della linea ferroviaria, iniziata nel 1896 e completata nel 1901 e che terminava a Kisumu (fondata col nome di Port Florence) sulla costa orientale del lago Vittoria. Qui merci e passeggeri venivano imbarcati per raggiungere il Buganda. Il completamento della ferrovia era considerato essenziale per lo sfruttamento economico dell'area, per coprire gli elevati costi di costruzione fu incoraggiata la coltivazione dei cosiddetti "cash crops" ovvero colture ad alto rendimento come il caffè ma soprattutto il cotone.
La sostituzione delle colture tradizionali fu incoraggiata dall'amministrazione coloniale e ben recepita dai capotribù che, divenuti proprietari dei terreni in seguito al Buganda Agreement potevano contare su una numerosa manodopera, la coltivazione di cotone crebbe al punto da permettere, all'epoca della prima guerra mondiale, l'autonomia economica della colonia. La popolazione dell'Uganda modificò ben presto lo stile di vita tradizionale, nella regione sorsero numerose scuole costruite dai missionari, in rigorosa competizione fra confessioni e chiuse a studenti di confessione diversa dalla propria; a fare le spese di questo sistema furono i musulmani a cui era proibito l'accesso a scuole cattoliche e protestanti.
L'amministrazione locale era affidata prevalentemente a funzionari dell'etnia dei Buganda che, incaricati di riscuotere le tasse, imposero la lingua Luganda e i loro usi. Essi furono ben presto malvisti dalle altre etnie; in particolare in Bunyoro, il tradizionale regno avversario del Buganda, non mancarono tensioni che portarono ad una rivolta nel 1907. La divisione della popolazione creata sia tramite il sistema educativo che tramite il sistema di amministrazione locale annullò le comuni radici tribali creando fra i diversi gruppi confessionali ed etnici tensioni che in seguito si manifestarono sia con la creazione di partiti corrispondenti ai diversi gruppi venutisi a formare sia con la mancanza di una "coscienza nazionale" comune.

### Epoca postcoloniale

#### Indipendenza
Negli anni cinquanta iniziò un processo di democratizzazione del paese che portò alla nascita di partiti politici e di un parlamento locale. Il 9 ottobre del 1962 il Regno Unito concesse l'indipendenza all'Uganda. Al momento della nascita della nuova nazione, la costituzione prevedeva un sistema semi-federale, che concedeva sufficiente spazio alle élite politiche tradizionali. Il delicato equilibrio tra il re del Buganda, primo Presidente del paese, e il suo primo ministro Milton Obote, un membro dell'etnia lango del nord, durò poco; già nel 1966 Obote prese d'assalto con l'esercito il palazzo presidenziale.

#### Idi Amin Dada

Idi Amin Dada.

Idi Amin Dada, capo di stato maggiore dell'esercito di Obote, originario della regione del Nilo Occidentale, dopo aver assicurato la sua posizione all'interno delle forze armate, le utilizzò nel 1971 per destituire Obote stesso. Amin governò con l'esercito per il decennio successivo.
Il dittatore temeva il predominio degli acholi e dei lango nell'esercito e ne iniziò la persecuzione, con uccisioni in massa. Ordino inoltre l'espulsione degli asiatici dall'Uganda, ed espropriò e nazionalizzò piantagioni e altre attività commerciali ancora in mano a cittadini britannici. In questo periodo crebbe anche la tensione fra l'Uganda e la Tanzania (che aveva accolto Obote e altri profughi ugandesi), che sfociò alla fine degli anni settanta nella guerra ugandese-tanzaniana.

### Il dopo-Amin
I tanzaniani, sostenuti anche dai ribelli dell'UNLA (Uganda National Liberation Army, "Esercito di liberazione nazionale dell'Uganda") presero nel 1979 la capitale Kampala, deponendo Amin. Dopo alcuni mandati presidenziali di breve durata, nel 1980 tornò al potere Milton Obote, che aprì una stagione di vendette contro i sostenitori di Amin. All'inizio degli anni 1980 Yoweri Kaguta Museveni fondò un nuovo movimento antigovernativo, il NRA (National Resistance Army, "Esercito di resistenza nazionale") con base nella regione di Luwero (a nord di Kampala).
Diede quindi inizio a un periodo di guerriglia (noto anche come "guerra dei boschi dell'Uganda"), a cui Obote rispose con uccisioni di massa: durante l'"Operazione Bonanza" (1983) la Croce Rossa denunciò l'uccisione di circa 300.000 persone. Nel gennaio 1985 Obote fu nuovamente destituito dal generale acholi Tito Okello (uno dei leader dell'UNLA), che inizialmente acconsentì a negoziare la pace con il NRA di Museveni. I negoziati durarono poco e nel gennaio 1986 l'NRA prese Kampala. Le forze dell'UNLA retrocedettero rifugiandosi nel Sudan e nell'Uganda del nord, per riorganizzarsi come UPDA (Uganda People's Democratic Army, "Esercito democratico del popolo dell'Uganda").
Alla situazione caotica del paese contribuì la nascita di un terzo movimento, l'HSM (Holy Spirit Mobile Force, "Forza mobile dello Spirito Santo") di Alice Auma Lakwena, detta "la strega del nord", che si diceva messaggera di Dio e affermava di avere poteri sovrannaturali. Sconfitta nel 1987, Lakwena riparò in Kenya. Musuveni esercitò una repressione ferrea nei confronti dell'UPDA e dell'HSM. Il 3 giugno 1988 il comandante dell'NRA, il maggiore Salim Saleh, firmò un accordo di pace con i comandanti dell'UPDA, offrendo un'amnistia a tutti i ribelli che avessero accettato la smobilitazione.
La maggior parte dei combattenti accettò l'amnistia e l'UPDA cessò di esistere. Verso la fine del 1987 Joseph Kony, un presunto cugino di Lakwena, che ugualmente si dichiarava dotato di poteri soprannaturali, fondò il proprio movimento, chiamato inizialmente Lord's Salvation Army ("Esercito di liberazione del Signore"), poi United Salvation Christian Army ("Esercito cristiano di salvezza unito") e infine, dal 1994, LRA o Lord's Resistance Army ("Esercito di Resistenza del Signore"), con l'obiettivo di prendere il potere e governare secondo i dieci comandamenti (introducendo anche alcuni elementi dell'islam).
Gli attacchi dell'LRA, sostenuto dal Sudan, si diressero anche contro le popolazioni civili, specialmente della stessa etnia di Kony, gli acholi; l'esercito ribelle perse perciò rapidamente l'appoggio popolare di cui aveva goduto l'HSM e fu costretto a procedere mediante arruolamenti forzati e rapimento di bambini. Dalle testimonianze di giovani fuggiti dall'LRA si parla di numerose atrocità, stupri, uccisioni e mutilazioni compiute verso i bambini sequestrati e verso i villaggi attaccati.

#### Tempi recenti

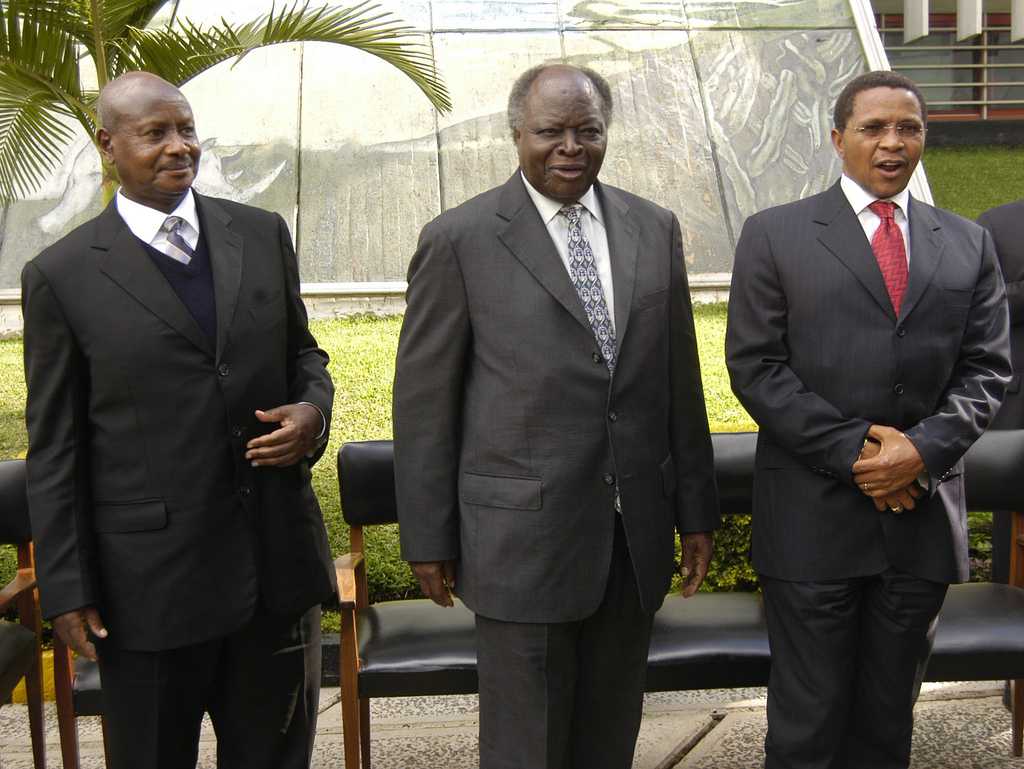
A sinistra il presidente dell'Uganda Yoweri Museveni, con al centro e a destra Mwai Kibaki e Jakaya Kikwete, rispettivamente capi di Stato di Kenya e Tanzania. Con i due paesi è stata creata nel 1999 una comunità economica dell'Africa dell'Est.

Nel 1995 venne approvata una nuova Costituzione, che rinviò al 2001 il passaggio al multipartitismo, effettivamente avvenuto solo grazie ad una consultazione referendaria nel 2005. Il presidente Yoweri Kaguta Museveni venne rieletto nel 1996 e nel 2001, ma nelle province settentrionali continua la guerriglia dell'LRA, appoggiata dal Sudan. Grazie ai nuovi armamenti l'LRA ha esteso la propria sfera di azione creando gravi problemi umanitari.
Nel 1996 l'Uganda operò sostenne fortemente Laurent-Désiré Kabila nella prima guerra del Congo, e fu a favore della destituzione del dittatore Mobutu. Dal 1998 al 2003 l'Uganda intervenne nella seconda guerra nell'ex Zaire, dando appoggio ai gruppi ribelli del paese, stavolta contro Kabila. Negli anni novanta sono stati molti gli scontri con i paesi vicini, anche con il Sudan, che è colpevole di supportare i combattenti dell'LRA. Proprio per questo, il paese ha in passato interrotto le relazioni diplomatiche con il suo vicino. Nel 1999 i presidenti di Kenya, Uganda e Tanzania si sono incontrati per fondare una comunità economica dell'Africa dell'Est.
Nelle elezioni presidenziali del febbraio 2006 Museveni è stato confermato per la terza volta nella carica, cosa permessagli in seguito ad una riforma costituzionale del 2005. Queste sono state le prime elezioni aperte a più partiti, da 26 anni. L'opposizione, guidata da Kizza Besigye (in passato imprigionato e poi scarcerato per ordine di Museveni) non ha ottenuto la vittoria ed ha sollevato numerose proteste per irregolarità nel voto.
Molti sono stati i progressi in campo economico e del rispetto dei diritti umani dal 1986, ma ancora gravi sono i problemi dell'Uganda, su diversi fronti. L'economia resta in condizioni generalmente precarie e il sistema dei servizi, dall'istruzione alla sanità, presenta problematiche di non facile risoluzione. Ormai Museveni è in carica da molti anni, e benché non ci siano svolte politiche in vista non mancano i dubbi sul futuro.